# Memorial Carlos Torre

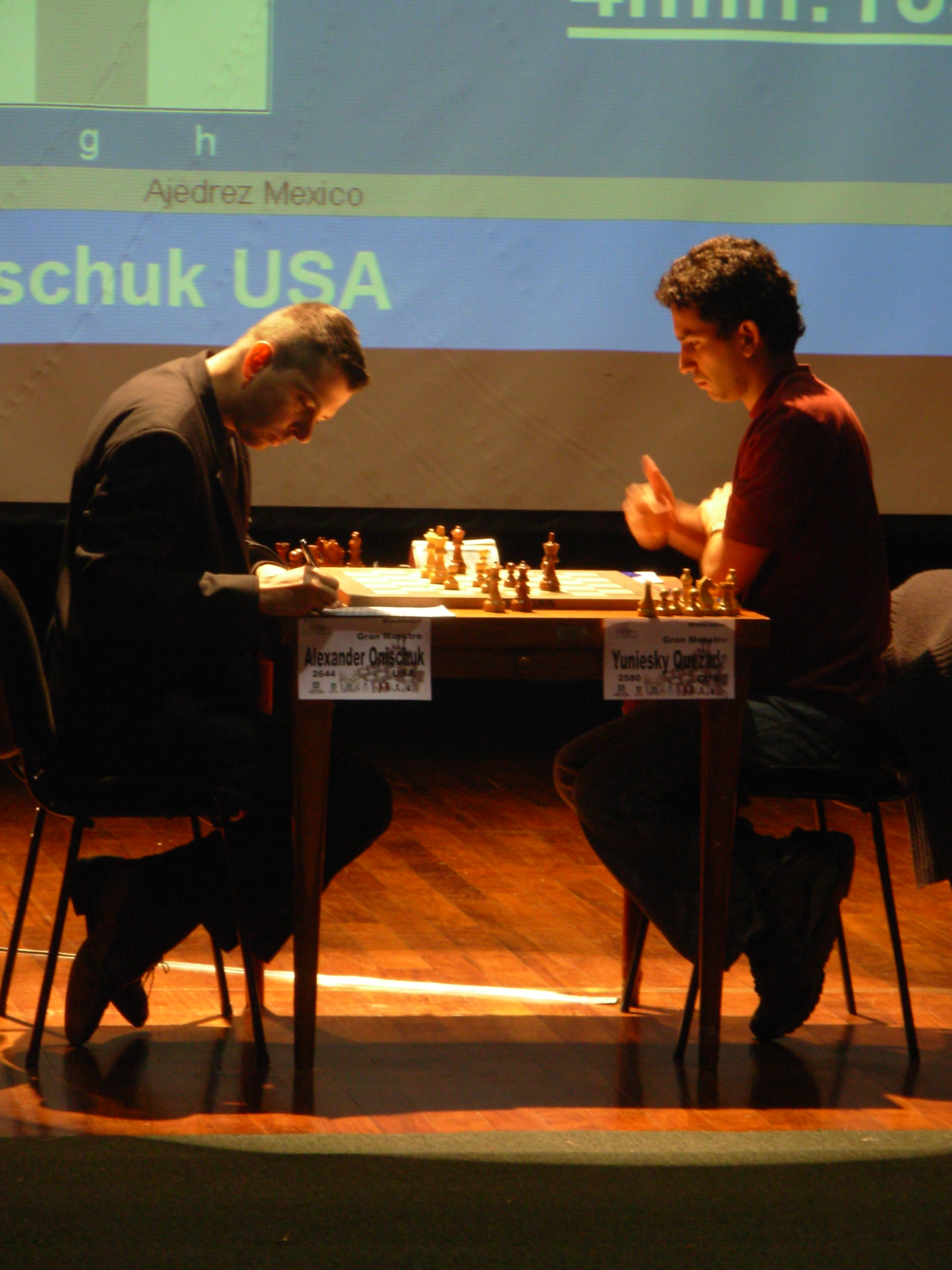
Merida 2008; final Alexander Onischuk vs Yuniesky Quezada Pérez.

El Memorial Carlos Torre Repetto es un torneo de ajedrez anual, que se juega en memoria del jugador mexicano Carlos Torre Repetto (1905–1978). El torneo se celebra en la ciudad de Mérida, capital del Yucatán (México). La primera edición se disputó en 1987, cuando era de ámbito más reducido, hasta convertirse en un torneo de prestigio internacional. Este torneo fue fundado y organizado por el físico Alejandro Preve Castro, promotor del deporte ciencia en Yucatán.

## Cuadro de honor
| #  | Año  | Ganador                             |
| -- | ---- | ----------------------------------- |
| 1  | 1987 | Roberto Martín del Campo (México)   |
| 2  | 1989 | Marcel Sisniega Campbell (México)   |
| 3  | 1990 | Marcel Sisniega Campbell (México)   |
| 4  | 1991 | Marcel Sisniega Campbell (México)   |
| 5  | 1992 | Gilberto Hernández (México)         |
| 6  | 1993 | Gilberto Hernández (México)         |
| 7  | 1994 | Gildardo García (Colombia)          |
| 8  | 1995 | Gilberto Hernández (México)         |
| 9  | 1996 | Roberto Martín del Campo (México)   |
| 10 | 1997 | Jesús Nogueiras (Cuba)              |
| 11 | 1998 | Larry Christiansen (Estados Unidos) |
| 12 | 1999 | Anthony Miles (Inglaterra)          |
| 13 | 2000 | Valerij Filippov (Rusia)            |
| 14 | 2001 | Leinier Domínguez (Cuba)            |
| 15 | 2002 | Valerij Filippov (Rusia)            |
| 16 | 2003 | Yuniesky Quezada Pérez (Cuba)       |
| 17 | 2004 | Vasili Ivanchuk (Ucrania)           |
| 18 | 2005 | Lázaro Bruzón Batista (Cuba)        |
| 19 | 2006 | Vasili Ivanchuk (Ucrania)           |
| 20 | 2007 | Vasili Ivanchuk (Ucrania)           |
| 21 | 2008 | Alexander Onischuk (Estados Unidos) |
| 22 | 2010 | Emilio Córdova (Perú)               |
| 23 | 2011 | Fidel Corrales Jiménez (Cuba)       |
| 24 | 2012 | Aryam Abreu Delgado (Cuba)          |
| 25 | 2013 | Lázaro Bruzón Batista (Cuba)        |
| 26 | 2014 | Lázaro Bruzón Batista (Cuba)[1]     |
| 27 | 2015 | Lázaro Bruzón Batista (Cuba)[2]     |